# Пітер Штайнер (карикатурист)
Пітер Штайнер (англ. Peter Steiner; нар. 1940) — американський карикатурист, художник і прозаїк, відомий завдяки карикатурі 1993 року, опублікованій у «The New Yorker», яка спонукала до приказки: «В інтернеті ніхто не знає, що ти собака». Також опублікував чотири кримінальні романи.

## Раннє життя та кар'єра
Пітер Штайнер народився в Цинциннаті, штат Огайо, у 1940 році. Його батьки емігрували з Австрії в 1930-х роках.
Перший курс навчання закінчив у Вільному університеті Берліна. Ступінь бакалавра здобув в Університеті Маямі. Після служби в армії США, в Німеччині, отримав ступінь магістра та доктора філософії з німецької літератури в Піттсбурзькому університеті у 1967 і 1969 роках відповідно.
Вісім років був професором німецької літератури у Дікінсонівському коледжі в Карлайлі, штат Пенсільванія, перш ніж став карикатуристом, художником і автором романів.

## Карикатури
З 1979 року Штайнер почав публікувати карикатури та інші матеріали для «The New Yorker».
Його карикатура під назвою «В Інтернеті ніхто не знає, що ти собака» є найбільш тиражованою карикатурою від «The New Yorker». Штайнер також відомий своїми щоденними карикатурами на сучасні події для Washington Times, які він створював понад 20 років, починаючи з 1983 року. Одна добірка цих мультфільмів під назвою "Мультфільми Пітера Штайнера «Я не вкусив чоловіка, я вкусив офіс» була опублікована в 1994 році. Кілька років наприкінці 1990-х і на початку 2000-х років він також малював карикатури для The Weekly Standard.

## Романи
Штайнер опублікував чотири романи, в усіх з них розповідається про колишнього агента ЦРУ на ім'я Луї Моргон, який пішов на пенсію до Долини Луари у Франції. Про його роман «Терорист» 2010 року рецензент The New York Times Мерилін Стасіо написала, що «хоча не можна сказати, що [сюжет] є хоча б правдоподібним, Штайнер представляє нам заспокійливий фантастичний світ, в якому необачна молодь схиляється перед мудрістю старших, терористи припиняють свої місії зі співчуття до своїх жертв, а невинні жертви кричущих актів жорстокості знаходять у своєму серці сили пробачити».

### Опубліковані романи
- Французьке сільське вбивство, перейменована Le Crime, коли вона вийшла в м'якій палітурці.
- L'Assassin
- Терорист (2010)[15]
- Опір
- Капіталіст (2016)
- Хороший поліцейський (2019), трилер Віллі Гайсмайера, ч. 1
- Постійна людина (01.06.2021), трилер Віллі Гайсмаєра, ч. 2